# Cambria No. 6 (Saskatchewan)
Cambria è una municipalità rurale della provincia canadese del Saskatchewan, nella Divisione N.2. Fa parte della SARM Division No. 1.
Secondo il censimento del 2024, la municipalità aveva 287 abitanti.

## Geografia
Le seguenti località rientrano nella municipalità di Cambria:
- Marienthal
- Outram
- Rafferty

## Storia
Il 13 dicembre 1909 Cambria è stata incorporata come municipalità rurale.